# VIIIe siècle av. J.-C.
IIe millénaire av. J.-C. |
Ier millénaire av. J.-C. |
Ier millénaire
../.. |
VIIIe siècle av. J.-C. |
VIIe siècle av. J.-C. |
VIe siècle av. J.-C. |
../..
Années 790 av. J.-C. | Années 780 av. J.-C. | Années 770 av. J.-C. | Années 760 av. J.-C. | Années 750 av. J.-C. 
 Années 740 av. J.-C. | Années 730 av. J.-C. | Années 720 av. J.-C. | Années 710 av. J.-C. | Années 700 av. J.-C.
Voir aussi : Liste des siècles, Chiffres romains

## Événements
- 814 av. J.-C. : fondation de Carthage, en Tunisie, par les Phéniciens  selon la tradition, attestée par l’archéologie au VIIIe siècle av. J.-C. (tophet de Salammbô)[1]. Utique est fondée certainement à la même époque (la tradition donne une date de fondation de 1101 av. J.-C.)[2]. Aux VIIe et VIe siècles av. J.-C. les comptoirs phéniciens de Leptis Magna, d'Hadrumète (Sousse), de Tipaza, de Siga, de Lixus (Tchemmich, au Maroc) et Essaouira sont établis. Les habitants du Maghreb sont alors des agriculteurs et des pasteurs divisés en tribus hostiles les unes aux autres. L’installation des Phéniciens, concentrée sur les côtes, a peu d’influence sur leur mode de vie avant le IVe siècle av. J.-C.[3]. Lixus exporte l’argent de l’Atlas Marocain et l’or du Daradios (l’oued Drâa)[4].
- 805-735 av. J.-C. : apogée du royaume d'Urartu sous les règnes de Menua, Argishti, et Sarduri II[5].

- 800-450 av. J.-C. : période Yayoi ancien ou Yayoi initial au Japon[6]. Apparition de rizières inondées et de jarre globulaire polie utilisée pour conserver le riz sur les côtes au nord-ouest de Kyushu. Ces sociétés agraires se diffusent progressivement dans l'est de l'archipel[7].

- Après 800 av. J.-C. : essor des cités et des États de la vallée du Gange, favorisés par la riziculture[8].

- Vers 800 av. J.-C. : introduction de la culture intensive du maïs dans les plaines alluviales de l’Amazonie, ce qui va permettre le développement de communautés plus nombreuses et très hiérarchisées. Les agglomérations s’étirent sur plusieurs kilomètres le long des fleuves, abritant des milliers de personnes et constituant entre 800 av. J.-C. et 500 des terra preta (indian black soil), sols de terres noires d’une exceptionnelle fertilité grâce à une grande quantité de charbon de bois et de tessons de poterie dans lesquels des micro-organismes se développent[9].

- 770-256 av. J.-C. : dynastie des Zhou orientaux en Chine. La capitale est transférée à Luoyang[10].
- Vers 740 av. J.-C. : les Cimmériens, venus de l'actuelle Crimée, affrontent l'Urartu sur le Çoruh et le Koura (le Thermodon et le Cyrus, affluents de l'Araxe). Repoussés vers l'ouest, ils battent les Lydiens et les Phrygiens.
- 722-481 av. J.-C. : période des Printemps et Automnes ou période des Hégémons en Chine[10]. Elle est couverte approximativement par la chronique du royaume de Lu (le Chunqiu, « Annales des Printemps et Automnes »).

- Apparition de l’alphabet araméen ancien. Il ne diffère que par des variantes de l’alphabet phénicien. Il sera repris par l’hébreu, l’arabe et le syriaque et sera largement diffusé au Proche-Orient. Les Grecs empruntent la forme phénicienne ce qui permet sa diffusion dans le monde méditerranéen, puis occidental[11].

### Europe
- VIIIe et VIIe siècles av. J.-C. : les Phéniciens s’implantent à Malaka (Malaga), à Sexi (Almuñécar) et Abdera (Adra) dans le sud de l’Espagne[12]. Dans le dernier tiers du siècle, ils occupent les sites de Chorreras, Toscanos, Cerro del Villar en Andalousie. À partir du VIIIe siècle av. J.-C., les Phéniciens, puis les Grecs, franchissent le détroit de Gibraltar et font le commerce de l’alun, de l’étain et du fer avec les Îles Britanniques[13].

- 800-650 av. J.-C. : période de Hallstatt C[17]. Première phase de l’âge du fer en Europe. La civilisation de Hallstatt occidental couvre l’ensemble du domaine nord-alpin, de la Bohême à l’est de la France en passant par la Suisse occidentale et le sud de l’Allemagne ; celle du Hallstatt oriental s’étend des Alpes orientales jusqu’aux marges nord-est des Balkans[18]. Glaives courts, objets de parures, chars, poterie faite au tour et ornée de motifs géométriques ou très stylisés avec des contrastes de couleurs, pratique de l’incinération mais également inhumation des morts[19]. La société s’organise et se hiérarchise, passant du stade tribal à des chefferies complexes, l’économie jusqu’alors strictement agropastorale s’ouvre au commerce, qui se développe entre les Celtes et les peuples méditerranéens (Étrusques, Grecs)[20].
- Vers 760-730 av. J.-C. : un fragment de cratère Attique du géométrique récent a été découvert à Huelva, en Andalousie (colonie phénicienne)[21].

#### Monde grec
- Vers 800 av. J.-C. :
  - le regroupement synœciste de plusieurs villages de l’Attique marque la naissance d’Athènes, attribuée à Thésée[22].
  - fondation du sanctuaire de Delphes, dédié à Apollon[23].
- Vers 780-750 av. J.-C. : à Athènes, la royauté est remplacée par une magistrature à vie et héréditaire à partir de 752 av. J.-C., d’abord choisis dans la famille royale des Codrides, puis parmi les nobles (Eupatrides).  À Corinthe, famille royale des Bacchiades remplace la royauté par une magistrature annuelle en 747 av. J.-C. Avant 754 av. J.-C., Sparte s’organise en fonction de la Rhètra, ordonnance qui stipule que le conseil des Anciens ait trente membres, dont les deux rois, que l’Assemblée du peuple se réunisse régulièrement, que les rois et les Anciens aient le droit de faire des propositions à l’Assemblée et de lever ses séances. En 754 av. J.-C., apparait un collège de cinq éphores élus[24]. Vers 725 av. J.-C., Thèbes est gouvernée par une oligarchie d’aristocrates béotiens (Éoliens) et doriens. Elle est à la tête d’une confédération de dix villes[25].

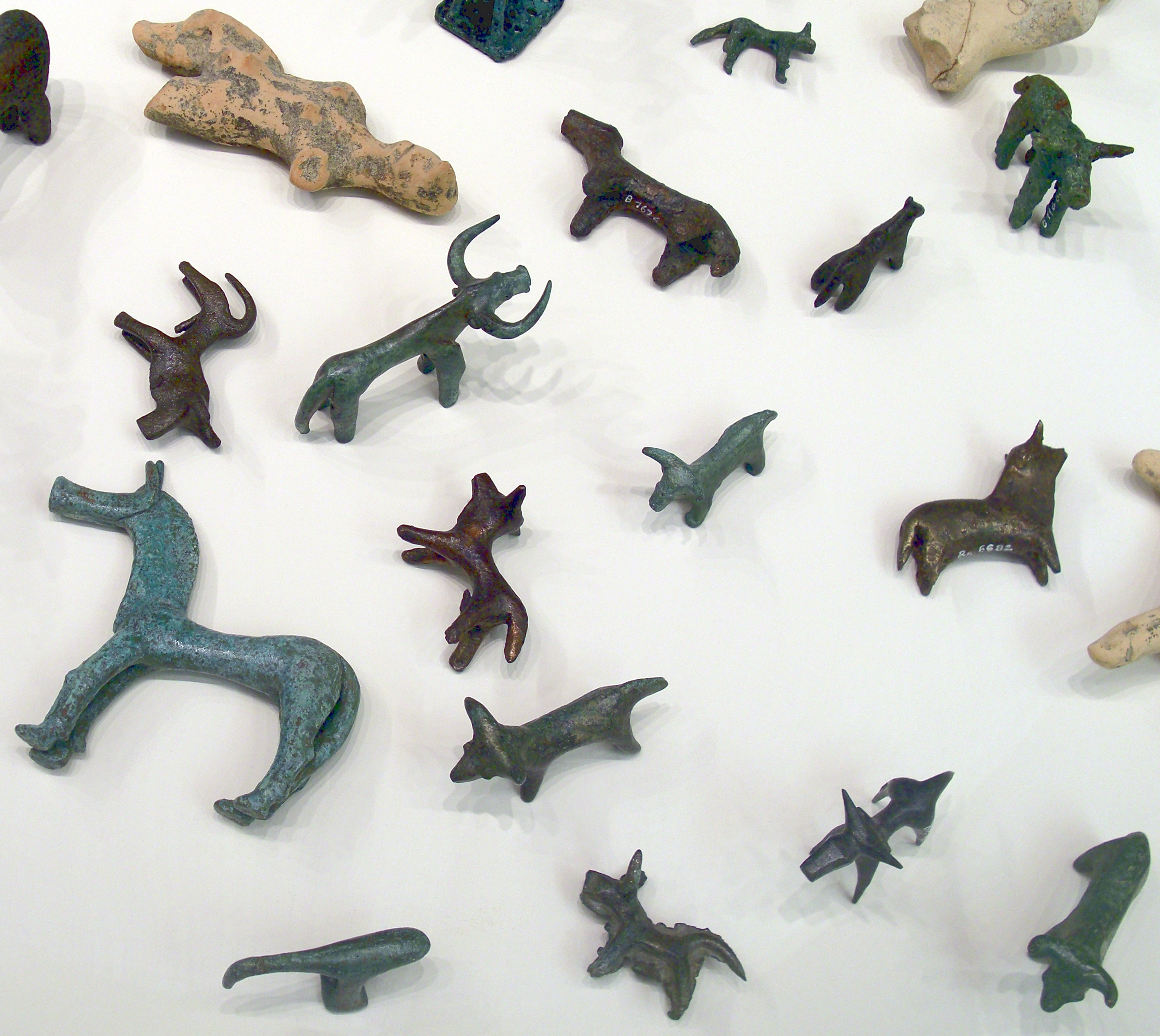
Offrandes en bronze découvertes à Olympie, av. J.-C.

- 776 av. J.-C. : premiers Jeux olympiques tenus en Grèce[26]. Premières offrandes en bronze à Olympie, venant essentiellement d’Arcadie et de Messénie.
- Vers 775-750 av. J.-C. : fondation des premières colonies grecques, depuis la méditerranée occidentale jusqu'aux côtes orientales de la Mer Noire[27].

- Vers 750-700 av. J.-C. :

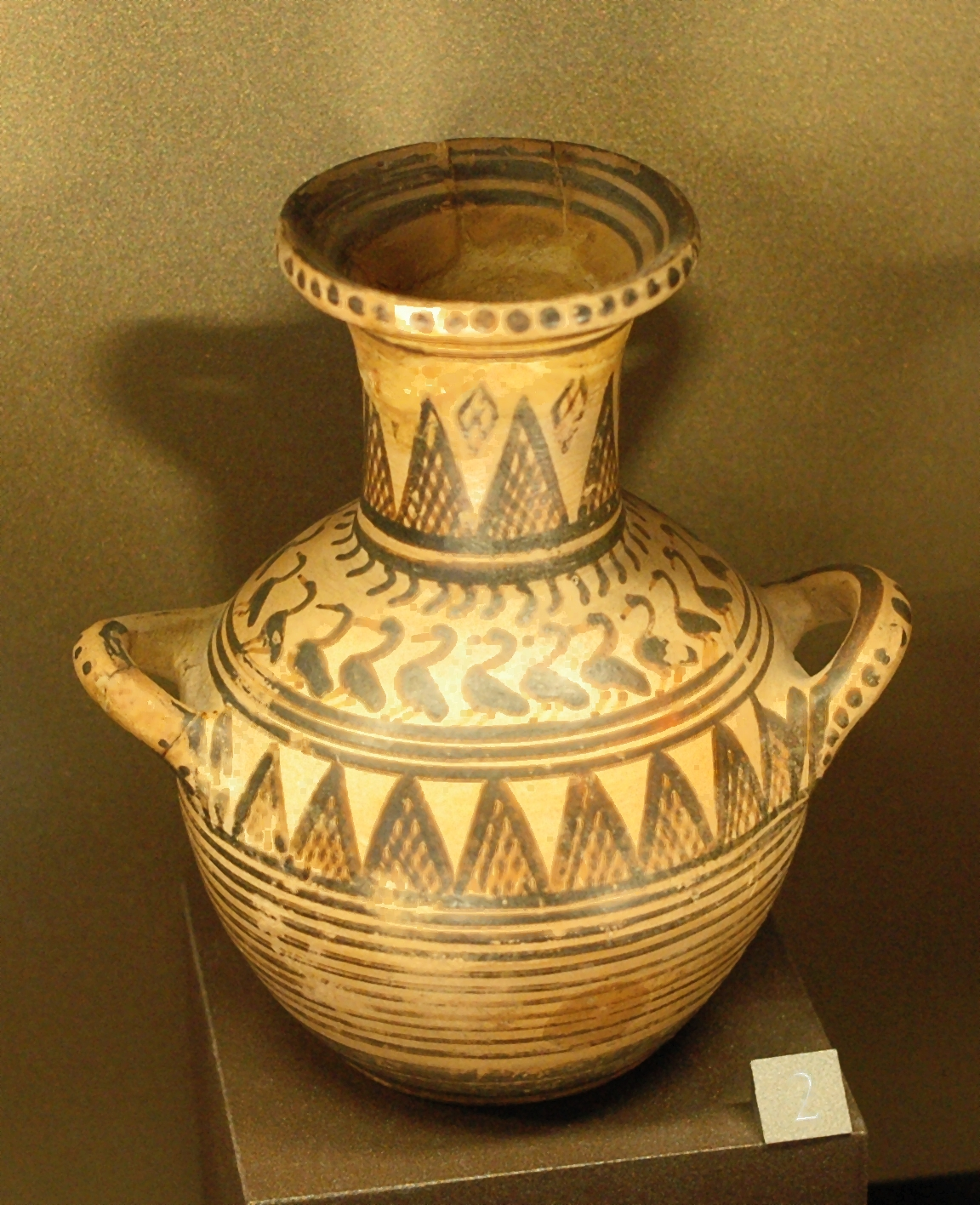
Hydrie attique du géométrique récent (750-700 av. J.-C.).

  - période du géométrique récent en Grèce[28]. À Athènes, retour à l’inhumation au détriment de l’incinération.
  - développement du « culte des héros ». Vénération de tombes mycéniennes ou contemporaines (Argolide, Attique, Cyclades) visant à donner une identité à la communauté civique dans les cités-États[22]. Les premiers temples monumentaux absidaux sont construits après 750 av. J.-C. : le Daphnéphorion d’Érétrie, le temple d’Héra Akraia de Pérachora sur le golfe de Corinthe, l’Héraion de Samos, premier des grands temples ioniens[22]. L’activité religieuse, commencée à la fin IXe siècle av. J.-C., se poursuit à Delphes et à Délos. Le sanctuaire de Delphes se développe avec l’apparition de plusieurs temples.
  - à la fin du siècle, les Grecs de Corinthe, puis de Samos, transforment la galère à un rang de rameur en « birème » à deux rangs et éperon de combat[28].
- Entre 750 et 680 av. J.-C. : guerre lélantine entre Érétrie et Chalcis en Eubée[29].
- Vers 740-725 av. J.-C. : premières inscriptions alphabétiques grecques :  inscription du Dipylon, à Athènes (vers 740 av. J.-C.) et coupe de Nestor, à Pithécusses (vers 725 av. J.-C.), comportant une inscription en alphabet chalcidien qui fait certainement référence à l’Iliade[22]. L’écriture alphabétique se généralise en Grèce, sans doute empruntée aux Phéniciens. Son usage est presque uniquement poétique. C’est l’époque probable de la composition de l’Iliade et de l’Odyssée par Homère, qui aurait vécu en Ionie vers la fin du siècle[30]. Eumélos de Corinthe compose son poème des « Corinthiaques » où il évoque les origines mythiques de la cité. Le poète Hésiode rédige Les Travaux et les Jours[31].
- 720-640 av. J.-C. : céramique orientalisante à Corinthe (protocorinthien)[32]. Le dessin perd de sa rigidité, les motifs linéaires sont progressivement remplacés par des motifs animaux ou végétaux orientaux.

#### Italie
- 800-750 av. J.-C. : culture villanovienne de Benacci I dans la région de Bologne[33].
- Vers 800-600 av. J.-C. : les Phéniciens s’installent à Malte[34].
- Vers 775-770 av. J.-C. : début de la colonisation de la Sicile et de l’Italie du sud par les Grecs[35]. Ils  introduisent la culture de la vigne et de l’olivier.

- 753 av. J.-C. : fondation de Rome selon la tradition[36].
- 750-680 av. J.-C. : culture villanovienne de Benacci II dans la région de Bologne[33].

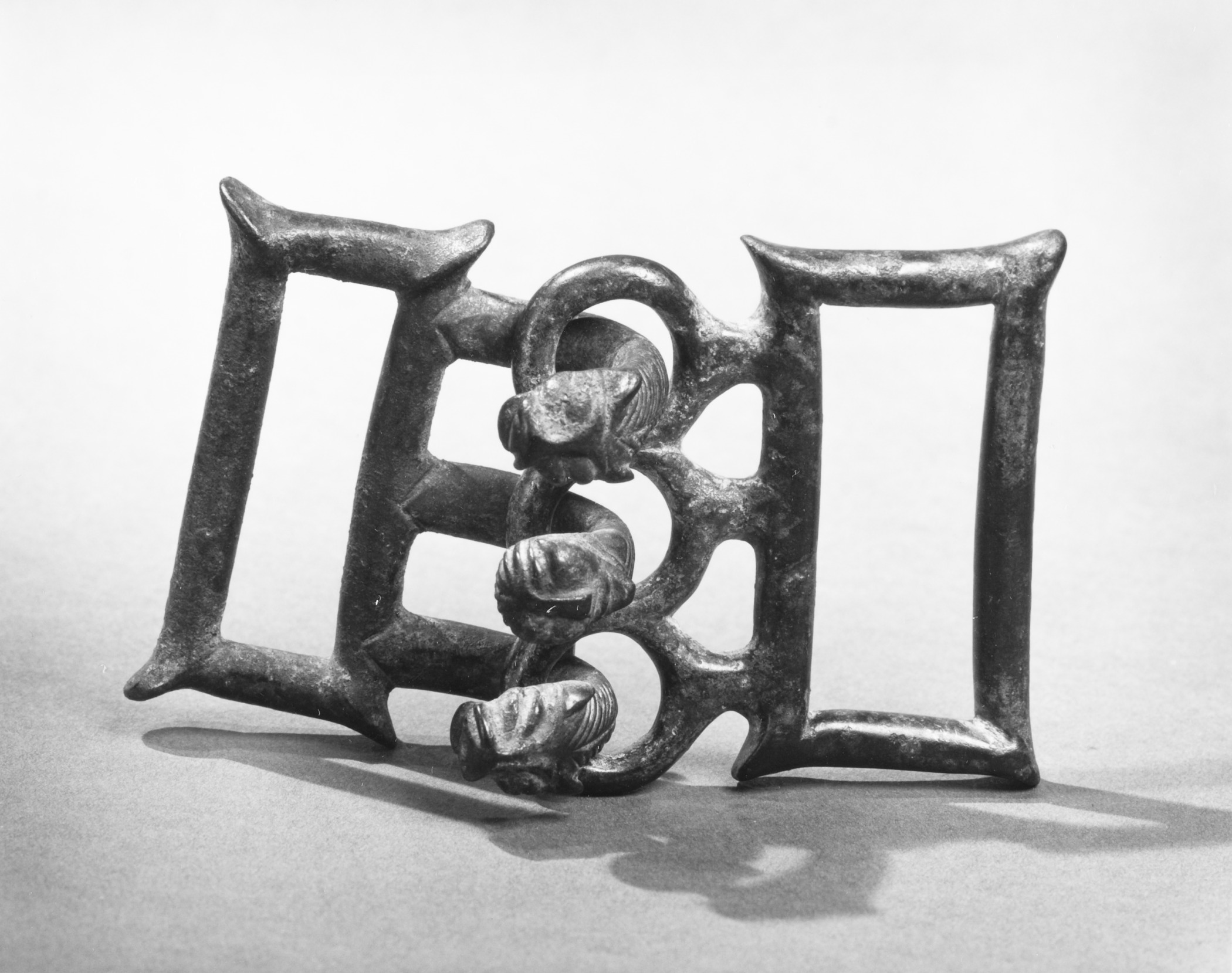
Boucle de ceinture villanovienne en bronze. Musée d'Art du comté de Los Angeles.

- 740-700 av. J.-C. : villanovien II en Étrurie. Les tombes à puits évoluent vers de véritables tombes à fosses dans lesquelles on inhume le défunt entre des dalles de pierres formant un sarcophage rudimentaire. Des urnes cabanes en bronze laminé s’ajoutent aux urnes d’argile. Les objets en bronze se diversifient et la céramique d’impasto, le plus souvent faite au tour, adopte les formes grecques. La décoration des armes et des boucles de ceinture s’enrichit de motifs géométriques plus raffinés, dominés par les courbes (orientalisant). À Véies, la maison de pierre commence à remplacer les huttes de bois et de terre[37]. À la fin du siècle, l’usage du fer se généralise pour les outils et les armes au détriment du bronze (exploitation du fer de l’île d’Elbe et des monts de la Tolfa dans le Latium et en Étrurie[38]). La céramique se perfectionne : usage du tour, décoration imitée des articles grecs importés (motifs géométriques, animaux). Le commerce se développe, comme l’atteste la présence de vases protocorinthiens, peut-être aussi chalcidiens et argiens, aux formes variées et à décorations linéaires (rectilignes ou en méandres), de menus objets en provenance du monde grec (perles, fusaïoles, scarabées, figurines—de verre, d’émail, de porcelaine)[39]. Les objets funéraires retrouvés dans les tombes témoignent de l’émergence d’une classe « princière » ou « commerçante » aisée ; la fusion des villages donne naissance à des villes importantes, qui deviennent au VIIe siècle av. J.-C. les cités-États de la dodécapole étrusque. Dans le Latium (culture latiale), à la fin du siècle, pour les sépultures, l’inhumation se superpose au rite de la crémation[40]. Les habitations en pierre n’existent toujours pas, même pour les édifices publics. Elles n’apparaîtront qu’avec la période étrusque. Elles adoptent de plus en plus le plan rectangulaire.

## Personnages significatifs

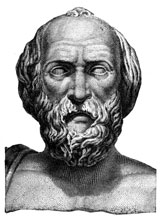
Lycurgue.

- Selon la tradition, Midas (roi de Phrygie).
- Selon la tradition, les prophètes Amos et Osée.
- Romulus et Rémus.
- Téglath-Phalasar III, roi d'Assyrie.
- Sargon II, roi d'Assyrie.
- Peyé, roi de Napata.
- Homère.
- Didon, reine fondatrice de Carthage.
- Lycurgue, qui aurait donné à Sparte sa constitution (cf. 656 av. J.-C.).
- Maître du Dipylon.